# 今羽駅
今羽駅（こんばえき）は、埼玉県さいたま市北区吉野町一丁目にある、埼玉新都市交通伊奈線（ニューシャトル）の駅である。駅番号はNS05。

## 歴史
- 1983年（昭和58年）12月22日 - 開業[1][2]。
- 2001年（平成13年）5月1日 - 浦和市・大宮市・与野市が合併し、所在地がさいたま市となる。
- 2003年（平成15年）4月1日 - さいたま市が政令指定都市に移行し、所在地がさいたま市北区となる。
- 2007年（平成19年）3月18日 - ICカードSuica供用開始[1]。

## 駅構造
相対式ホーム2面2線を有する高架駅。東北・上越新幹線の高架軌道を挟んで位置する。改札は大宮寄りにある。
のりば
| 番線 | 路線                     | 行先     |
| ---- | ------------------------ | -------- |
| 1    | 伊奈線（ニューシャトル） | 内宿方面 |
| 2    | 伊奈線（ニューシャトル） | 大宮方面 |

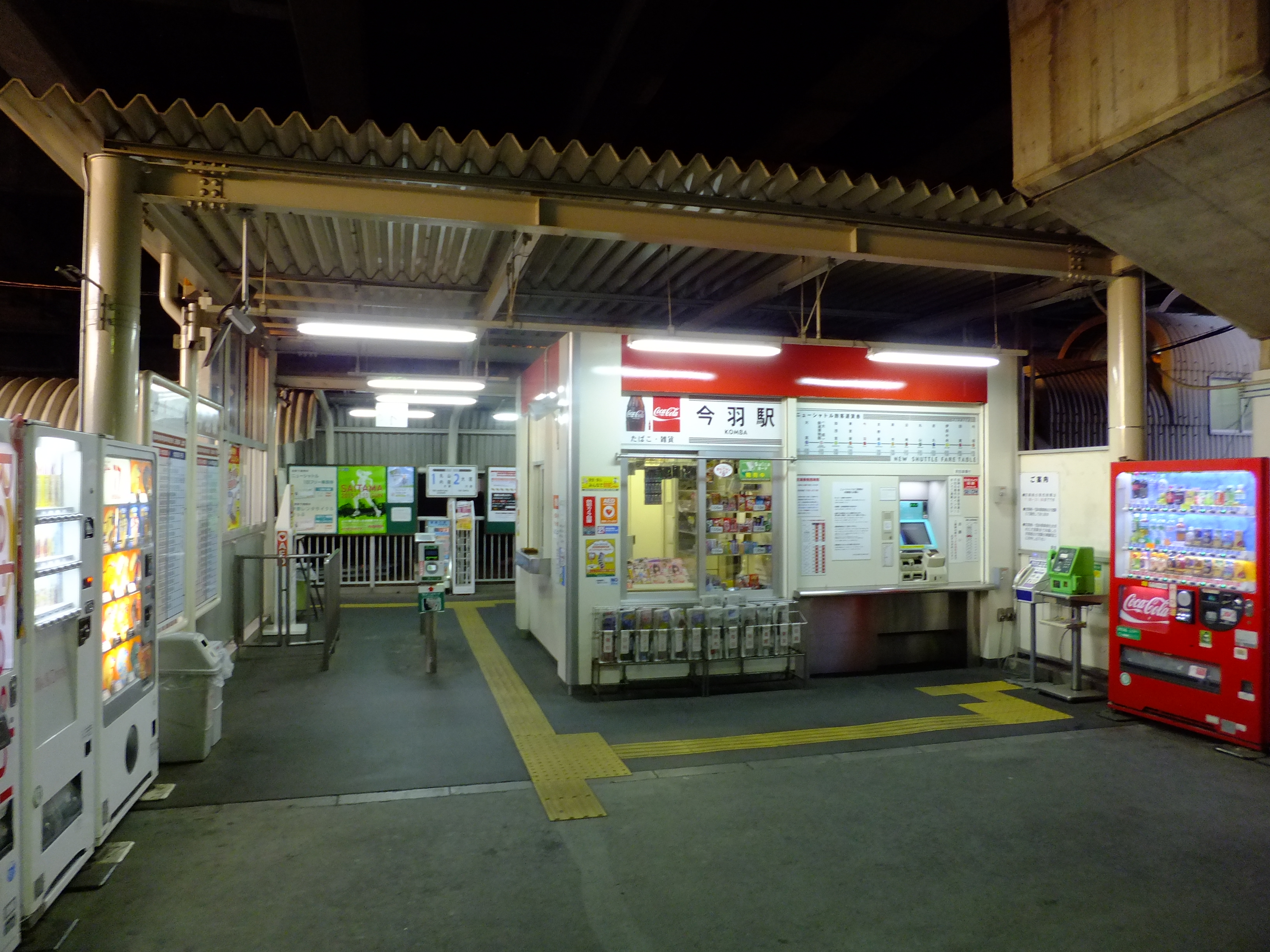
改札口 （2015年11月）
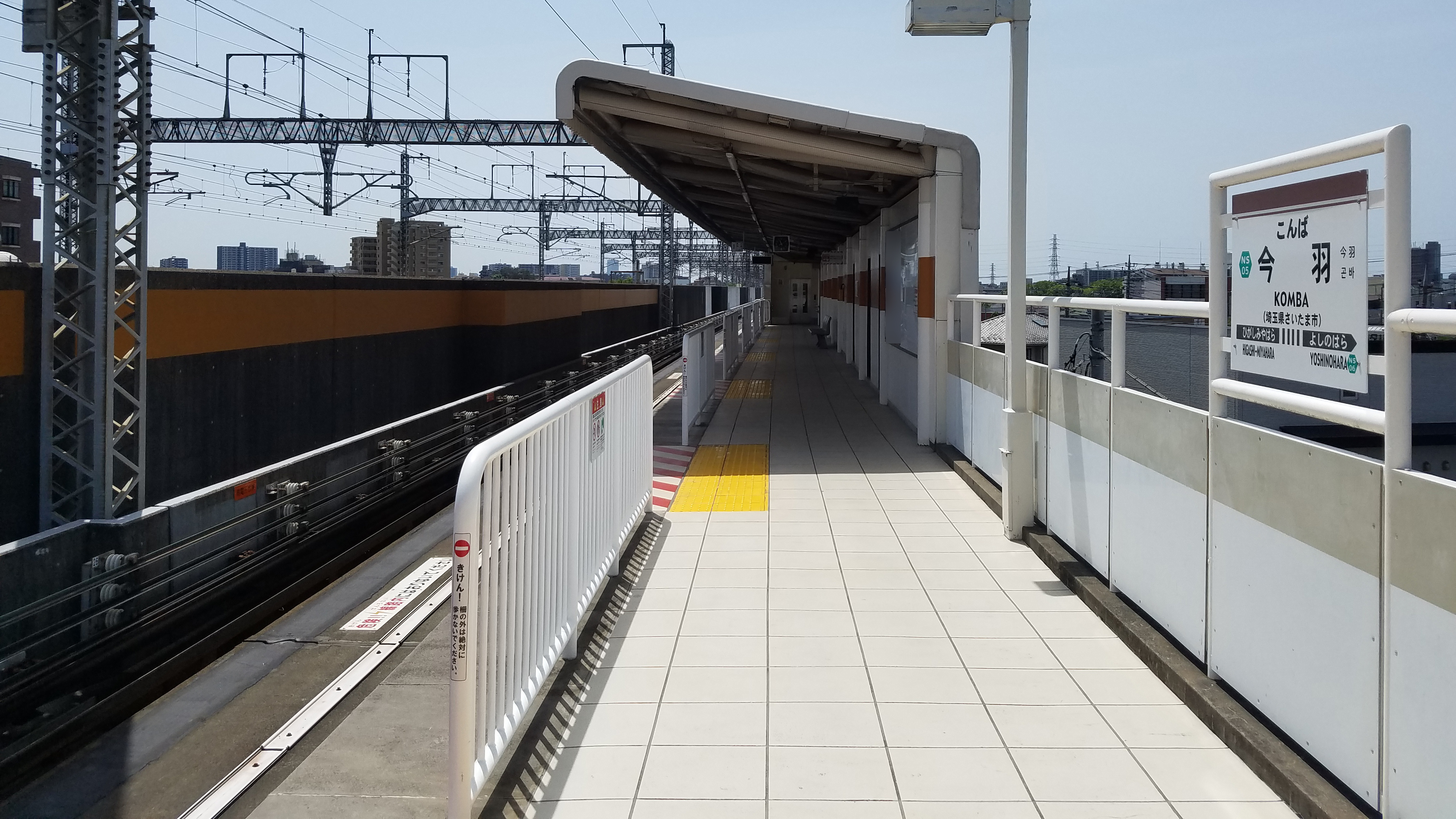
1番線ホーム （2021年5月）
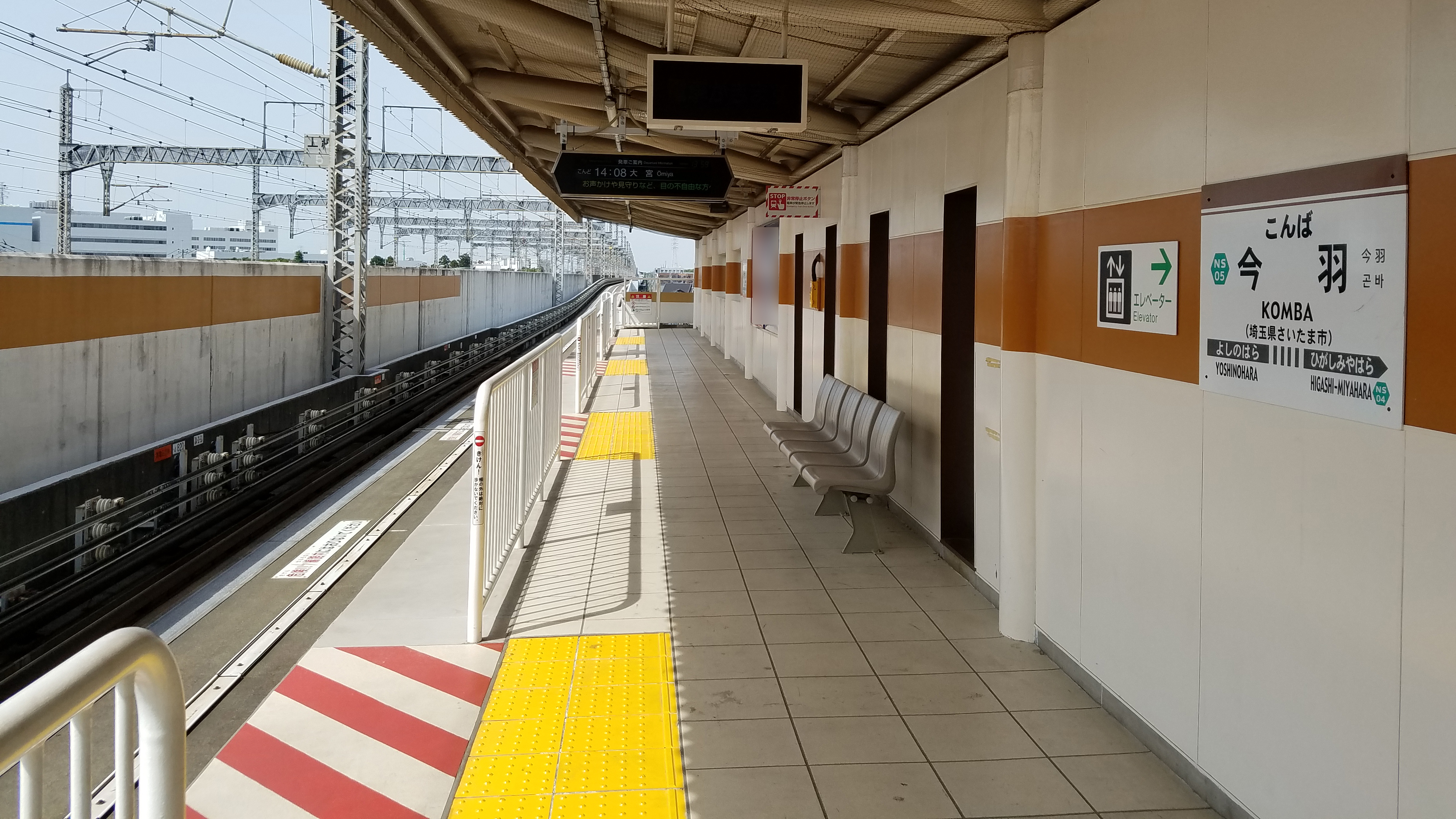
2番線ホーム （2021年5月）

## 利用状況
2023年度の1日平均乗車人員は2,458人である。
近年の1日平均乗車人員は下表のとおりである。
| 年度               | 1日平均 乗車人員 |
| ------------------ | ---------------- |
| 1999年（平成11年） | 1,593            |
| 2000年（平成12年） | 1,624            |
| 2001年（平成13年） | 1,651            |
| 2002年（平成14年） | 1,626            |
| 2003年（平成15年） | 1,634            |
| 2004年（平成16年） | 1,696            |
| 2005年（平成17年） | 1,719            |
| 2006年（平成18年） | 1,868            |
| 2007年（平成19年） | 1,930            |
| 2008年（平成20年） | 2,043            |
| 2009年（平成21年） | 2,093            |
| 2010年（平成22年） | 2,120            |
| 2011年（平成23年） | 2,175            |
| 2012年（平成24年） | 2,248            |
| 2013年（平成25年） | 2,290            |
| 2014年（平成26年） | 2,302            |
| 2015年（平成27年） | 2,395            |
| 2016年（平成28年） | 2,504            |
| 2017年（平成29年） | 2,568            |
| 2018年（平成30年） | 2,613            |
| 2019年（令和元年） | 2,665            |
| 2020年（令和02年） | 2,170            |
| 2021年（令和03年） | 2,292            |
| 2022年（令和04年） | 2,401            |
| 2023年（令和05年） | 2,458            |

## 駅周辺
駅は北区今羽町と吉野町の境界付近にあり、所在地は吉野町である。駅名は今羽町からとられた。駅南側の産業道路沿いに店舗が並ぶ他は住宅地である。
- 埼玉県道35号川口上尾線（産業道路）
- 大正製薬総合研究所・大宮工場
- 大宮今羽町団地
- 公団宮原団地
- 埼玉県立大宮工業高等学校
- さいたま市立泰平小学校
- さいたま市立泰平中学校
- コスモ大宮ガーデンシティ
- アルル大宮
- 埼玉県営今羽団地
- ジャパンミート卸売市場 さいたま北店
- セイコーマート さいたま今羽店

## 路線バス
近隣の原上停留所に東武バスウエストの大47系統が停車する。
ミッドナイトアロー伊奈・内宿は2020年10月に、宮04系統は2023年2月に廃止されている。

## 隣の駅
埼玉新都市交通
 伊奈線（ニューシャトル）
東宮原駅 (NS04) - 今羽駅 (NS05) - 吉野原駅 (NS06)